# Сипахи

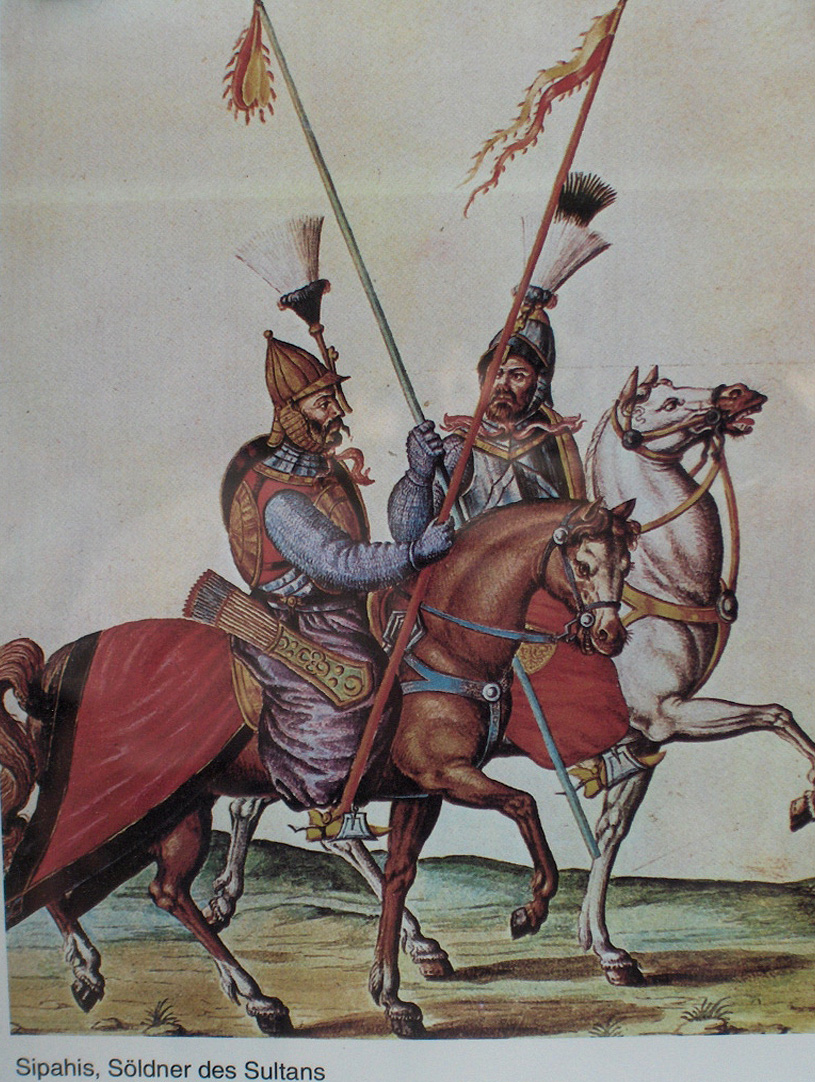
Сипахи у битві за Відень, 1683

Сипахи́ (тур. سپاهی) — різновид турецької важкої кавалерії, що став разом з яничарами основним військовим підрозділом, використовуваним Османською імперією. Назва походить від (перс. سپاه) (sepâh — армія). Це також назва деяких кавалерійських підрозділів французької та італійської колоніальних армій XIX та XX сторіч.

## Історія
Сипахи були елітною кіннотою в корпусі кінноти Османської імперії.
Корпус сипахів було спочатку засновано протягом царювання султана Мурада I. Вони набирались, як і яничари за системою «девширме», податком крові з християн. За царювання Мехмеда II сипахів почали набирати з турків, що володіли землею у межах Туреччини. Обов'язки сипахів включали участь у парадах з султаном і кінна охорона. Під час миру вони були також відповідальні за збори податків.
Сипахи були свого роду дворянами Османської імперії. Вони отримували дохід із земельної ділянки з селянами, торгових рядів, млинів або іншого підприємства — тимара, на який повинні були озброїтися, найняти невеликий загін, зброєносців. З оголошенням війни сипахи повинні були негайно виступати на складальний пункт. У разі ухилення сипахи від участі у військових діях прибуткове підприємство переходило в казну. Після смерті сипаха дохід міг залишатися за його сім'єю, якщо син або інший найближчий родич продовжував його справу. Із зменшенням прибутковості земельних ділянок у зв'язку з революцією цін в Європі в XVI ст., припиненням активної завойовницької політики, коли військова служба перестала обіцяти військову здобич, а також з розвитком корупції сипахи стали в масовому порядку ухилятися від служби. Також почастішали спроби перекладу тимарів в приватну або релігійну власність.
- 1) улуфелі сипахи — сіпагі з жалуванням, воїни придворного кавалерійського війська;

- 2) тімари сипахи — воїни кавалерійського феодального ополчення, держателі ленів (зеамети, тімари) і у відповідності від доходів із цих ленів, зобов'язані були виходити в похід і виставляти визначену кількість вершників — джебелю і гулямів. Держателі дрібних тімарів самі йшли в похід як джебелю.

У Єгипті 1604 року сипахи вчинили заколот убивши Мактул Хаджи Ібрагім-пашу офіційного намісника султана.